# Paraduba
Paraduba là một chi bướm ngày thuộc họ Lycaenidae.

## Hình ảnh

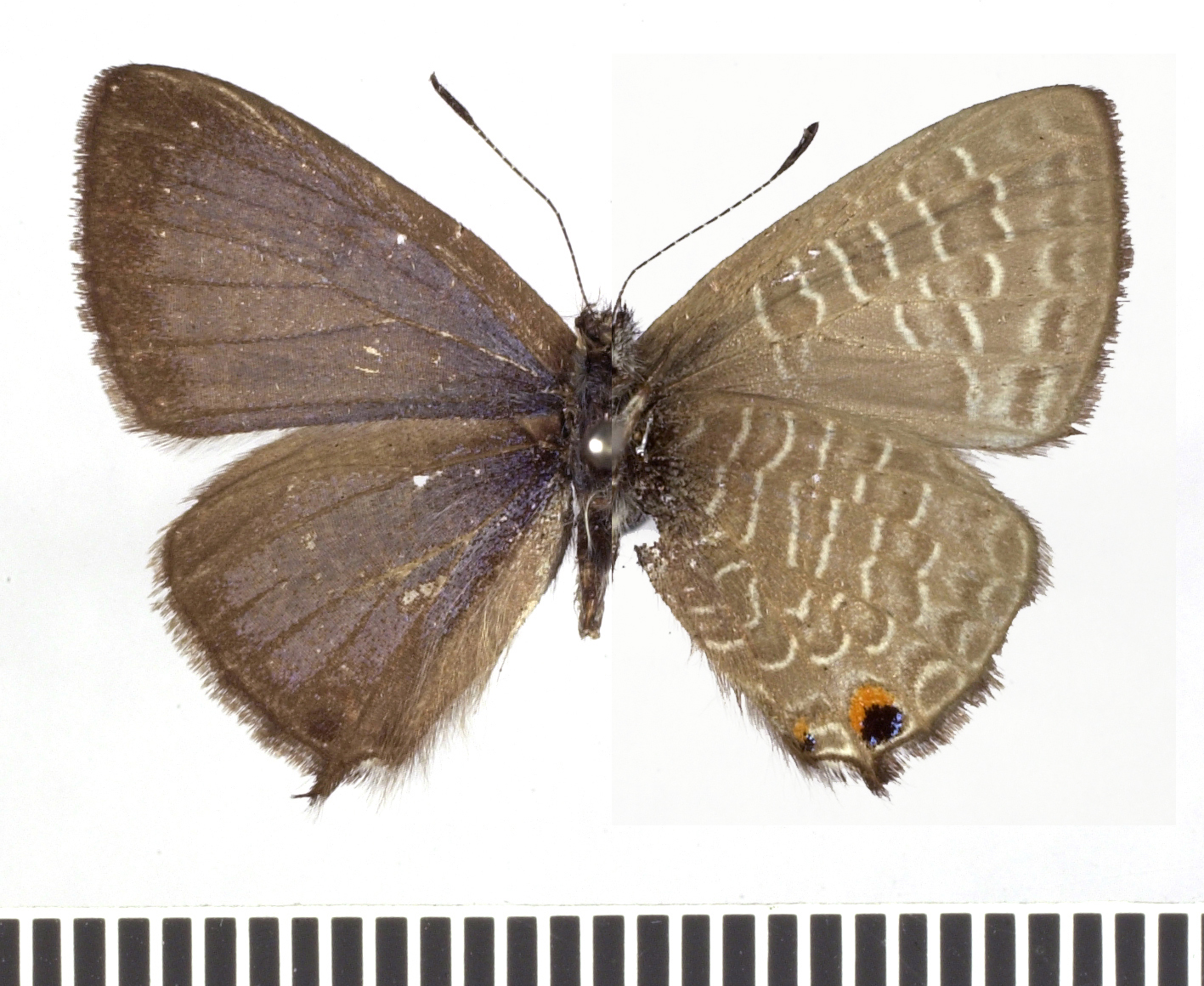
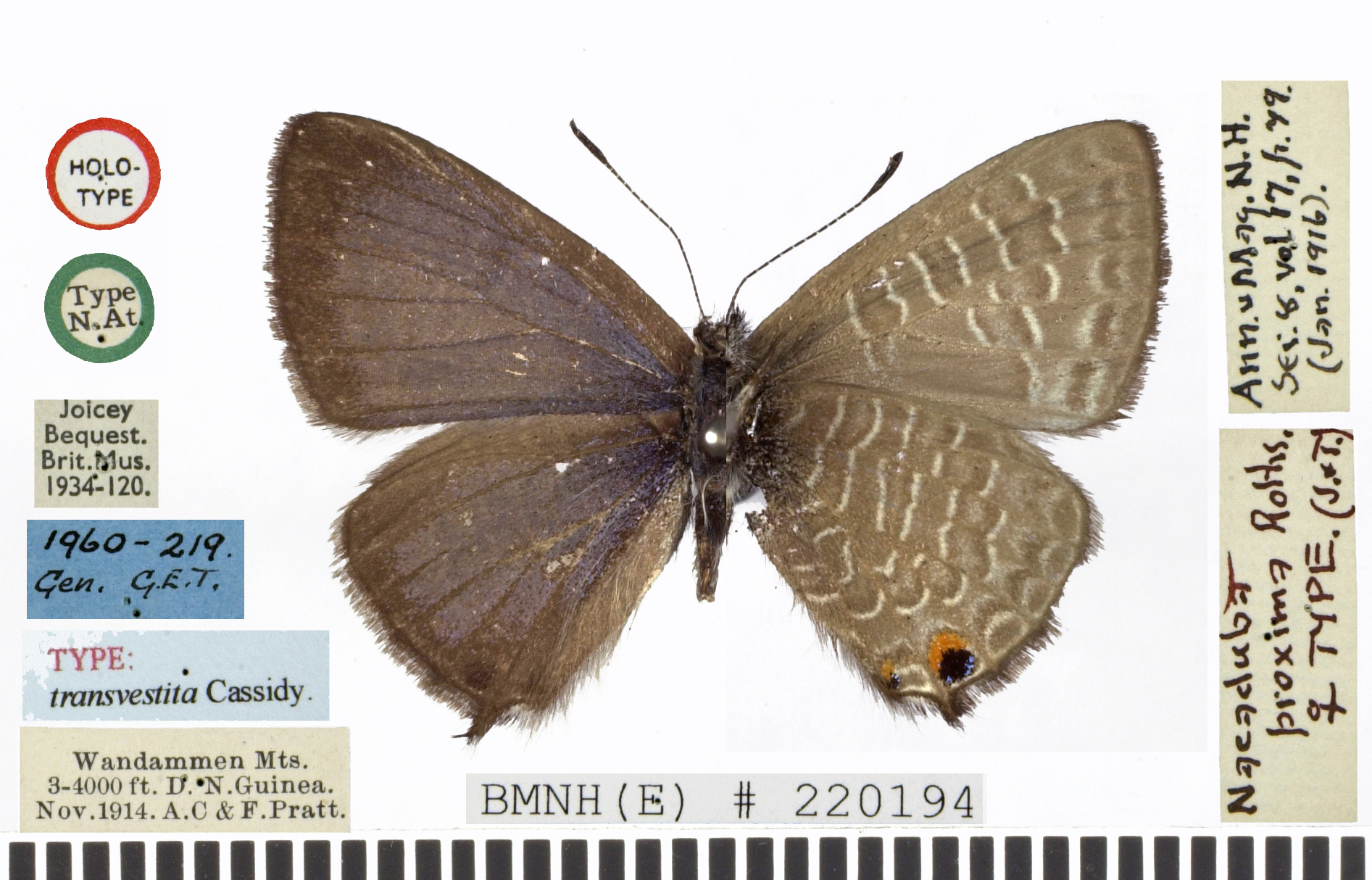
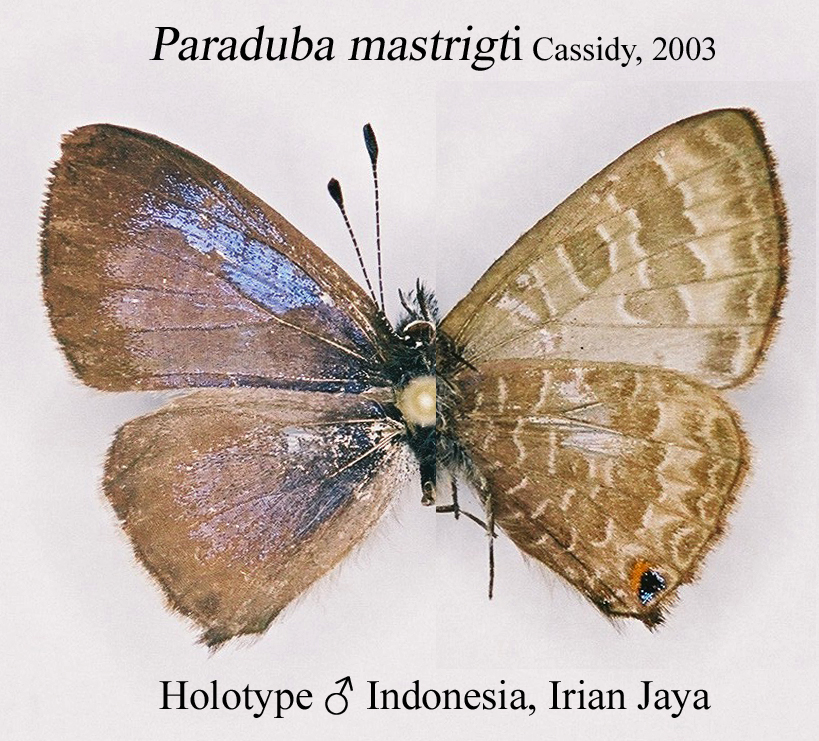